# ポンタ＝ムッソン
ポンタ＝ムッソン（Pont-à-Mousson）は、フランスのグラン・テスト地域圏ムルト＝エ＝モゼル県のコミューン。

## 地理
ロレーヌの心臓部に位置するポンタ＝ムッソンは、標高382mのムッソン山のふもと、ナンシーとメスの中間地点に位置する。かつてはバル公爵の本拠地だった。

## 歴史
古代、モーゼル川を渡る主要貿易道は現在よりさらに南、デュールアールの位置にあった。この地にあった橋の前身は跡形もなく消えてしまっている。
10世紀初頭、この地はムッソン領主であるバル伯爵が所有していた。伯爵はムッソン山のふもとでモーゼル川に架かる橋を建設し、川沿いのこの交差地点はトゥール司教領、ロレーヌの首都たるナンシー、メス司教領からの数少ない街道であった。1230年代より村は発展した。地名は橋の名をとりポンタ＝ムッソン（Pont-à-Mousson）となった。
ポンタ＝ムッソンを創設したのは正式にはバル伯ティボー2世（fr）で、1261年のボーモン法（fr）によってである。町はその後神聖ローマ帝国領となった。市議会議長を頭とし、7人の陪審員、18人の司法監察官からなっていた。町は4つの教区に分かれていた。1353年、神聖ローマ皇帝カール4世はバル伯ロベール1世に侯爵を授爵し、帝国議会に議席を持つ帝国諸侯とした。ポンタ＝ムッソンは、歴代のバル公爵たち（アンジュー家、のちロレーヌ家）から様々な特権を与えられた。ロレーヌ公国がポンタ＝ムッソンを併合してから、ポン侯爵の称号はロレーヌ公の公位継承予定者（prince héréditaire de Lorraine）が持つこととなった。
1572年、枢機卿シャルル・ド・ロレーヌは、イエズス会の申し立てのとおり大学を設置した。プロテスタントのドイツを眼前にすえ、それでもフランスのふところにありながら揺れ動く神聖ローマ帝国の中にあり、ムッソン周辺とロレーヌ公国はユグノー戦争と対抗宗教改革で地位を固めた。
17世紀、ポンタ＝ムッソン大学は学生数2000人を抱える規模に成長していた。大学には哲学、美術、法律、薬学の4学部があった。学生たちは西欧や中欧から、学問の仕上げのためやってきていた。
1768年、ロレーヌ公国とバル公爵領はフランスへ併合された。ルイ15世はポンタ＝ムッソン大学をナンシーへ移した。しかしポンタ＝ムッソンは、エピナルと競争しながら芸術分野で輝き続けた。紙粘土工場は都市の文化発展に貢献していた。
第一次世界大戦中のポンタ＝ムッソンは、恐ろしく悲劇的な戦争の舞台となった。また、パットン将軍率いるアメリカ陸軍第3師団に解放されるまでの激しい戦闘で、ポンタ＝ムッソンはひどく損傷した。

## 鉄鋼業
ポンタ＝ムッソンの鉄鋼工場は1856年に完成し、2つの高炉を持っていた（燃料は木材か石炭であった）。他の2つの炉は1日あたり5トンから6トンと生産率が低かった。1869年、銑鉄を24000トン、鋳物を7000トン生産した。1894年には5つの高炉が設置され、第一次世界大戦前夜まで稼動した。
工場は第二次世界大戦の前後で5つの高炉を持っている。1964年にはもはや4つの溶鉱炉しかなかった。現在は3つの高炉が生産を行っている。地名を冠する企業はヴァンデル・シデロール（現アルセロール）の建設および関連部門を独占していたが、1971年からサンゴバンと合併しトラストを形成した。1966年からスエズ金融はポンタ＝ムッソンの20％を保有する主要株主であった。

## みどころ

デュロック広場のパノラマ

- メゾン・ド・セプト・ペシェ・カピトー（ルネサンス時代）
- コミューン庁舎（ルイ16世様式）
- ポンタ＝ムッソン修道院（プレモントレ派）
- サン＝マルタン教会
- サン＝ローラン教会

## 姉妹都市
- ランドストゥール、ドイツ

## 出身者
- マーガレット・オブ・アンジュー（イングランド王妃）